# ビージーズ (小惑星)
ビージーズ (15092 Beegees) は小惑星帯に位置する小惑星。オーストラリア、クイーンズランド州のリーディ・クリーク天文台(Reedy Creek Observatory)でジョン・ブロートンが発見した。
1963年オーストラリアでデビューした男性ボーカルグループ、ビージーズに因んで命名された。